# NGC 4034
NGC 4034 ist eine Spiralgalaxie vom Hubble-Typ Sc mit ausgedehnten Sternentstehungsgebieten im Sternbild Draco am Nordsternhimmel. Sie ist schätzungsweise 111 Millionen Lichtjahre von der Milchstraße entfernt und hat einen Durchmesser von etwa 55.000 Lichtjahren. Die Entfernungsmessungen basierend auf den Radialgeschwindigkeiten stimmen nicht mit den rotverschiebungsunabhängigen Entfernungsschätzungen von 141 ± 5 Millionen Lichtjahren überein. Gemeinsam mit NGC 4120 und NGC 4128 bildet sie die kleine NGC 4128-Gruppe (LGG 272).
Das Objekt wurde am 6. April 1793 von Wilhelm Herschel entdeckt.